# Palazzo Serra di Cassano
Palazzo Serra di Cassano è un edificio di valore storico e architettonico di Napoli situato sulla collina di Pizzofalcone, in via Monte di Dio, nel quartiere San Ferdinando. Il palazzo prende il nome dalla nobile famiglia napoletana, di origini genovesi, che volle la sua edificazione.

## Storia ed architettura
Il palazzo fu eretto su strutture preesistenti tra gli anni '10 e '20 del XVIII secolo da Ferdinando Sanfelice che, in quegli anni, lavorava anche alla vicina chiesa della Nunziatella. Di particolare rilevanza architettonica risulta essere lo scalone monumentale, imponente e suggestivo, realizzato sempre dall'architetto napoletano, famoso in quegli anni a Napoli per le particolari scalinate d'accesso ai palazzi di sua progettazione (un esempio in tal senso è il palazzo Sanfelice o il palazzo dello Spagnolo).
Il portone storico del palazzo, che collega direttamente l'edificio che affaccia su via Egiziaca con il cortile ottagonale interno, simile a quello di palazzo Doria d'Angri ma più basso e largo, è chiuso dal 1799, in segno di lutto e di protesta per il figlio del principe Serra di Cassano, Gennaro Serra di Cassano, giustiziato in seguito ai fatti della Repubblica napoletana del 1799 nei quali il giovane nobile fu dichiarato partecipante alla rivoluzione. Pertanto, dopo la chiusura dell'antico ingresso orientato verso il palazzo reale di Napoli, l'attuale accesso al palazzo è posto nella parte posteriore dello stesso, su via Monte di Dio.
L'ingresso conduce anch'esso, dopo aver passato alcuni porticati, al cortile ottagonale interno, dovuto a Giuseppe Astarita, che dopo aver passato un'ampia arcata conduce a sua volta al monumentale scalone.
A differenza di altre progettate dal Sanfelice, le scale ideate in questo palazzo non sono né aperte né incrociate tra loro, bensì chiuse, a doppia rampa e ad un corpo solo, suscitando molto fascino anche per i contrasti dei colori del piperno e dei marmi bianchi che caratterizzano la struttura.
Nella seconda guerra mondiale venne danneggiato da un bombardamento, ma in seguito venne restaurato al meglio dal duca Francesco Serra di Cassano (1914-1998).
Nel 1960, in concomitanza con le Olimpiadi di Roma, si tenne il più celebre ballo del secolo, il Ballo Serra di Cassano passato alla storia come il Ballo dei re.
Tra il 2021 e il 2024 sono stati restaurati una metà della facciata su via Monte di Dio e i cortili.

## Interno
Nel 1983 lo Stato italiano acquisì il grande appartamento ducale dagli eredi dei Serra di Cassano e lo destinò a ospitare l'Istituto Italiano per gli Studi Filosofici. Al suo interno vi sono più di venti sale che conservano parte degli arredi e delle decorazioni originarie. Tra gli ambienti più rilevanti vanno segnalati: la grande anticamera affrescata dai fratelli Giuseppe e Gioacchino Magri, i quali dipinsero delle prospettive architettoniche sulle pareti e lo stemma di famiglia dentro un drappo cinto da una balaustra sulla volta; il salone degli specchi di circa 280 metri quadrati in passato adibito ai balli; la sala delle quattro stagioni, così chiamata perché Giacinto Diano vi realizzò i sovrapporta che le raffigurano in chiave allegorica, inoltre in essa la volta è affrescata con la tecnica del trompe l'oeil da Giovan Battista Natali (che dipinse sempre con il medesimo stile le volte di altri quattro salotti), mentre alle pareti è collocata una grande tela con il Giudizio di Salomone di Mattia Preti (uno dei pochissimi quadri della Collezione Serra di Cassano rimasti in questo palazzo); e infine la sala dei capitoli nella quale, entro un raffinato apparato decorativo in stucco dorato, fatto di fogliame e ghirlande, ancora il Diano dipinse nella volta, nei quattro ovali agli angoli e nei sovrapporta delle scene che rappresentano le battaglie di Scipione l'Africano.

## Galleria d'immagini

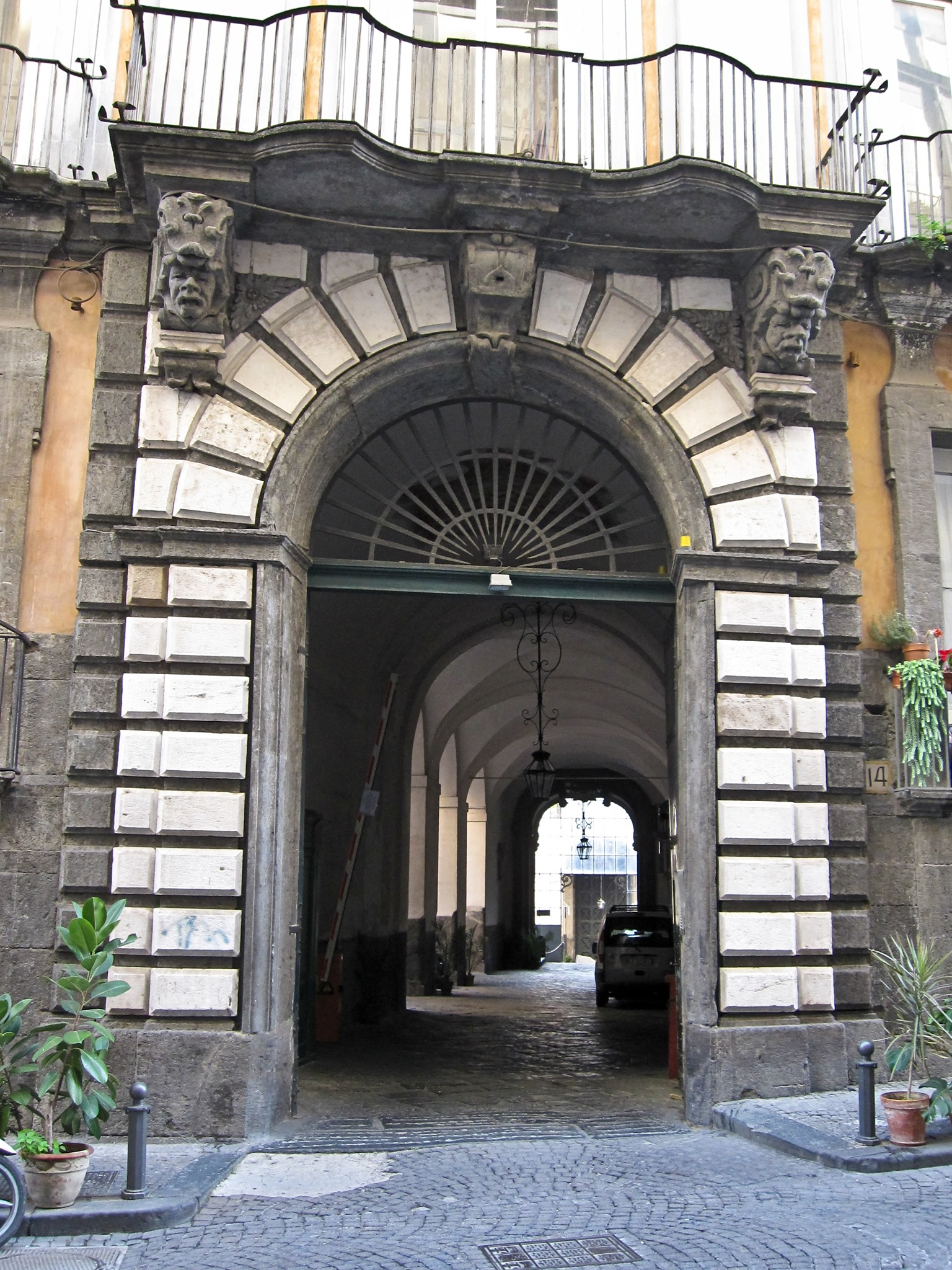
Il portale su via Monte di Dio
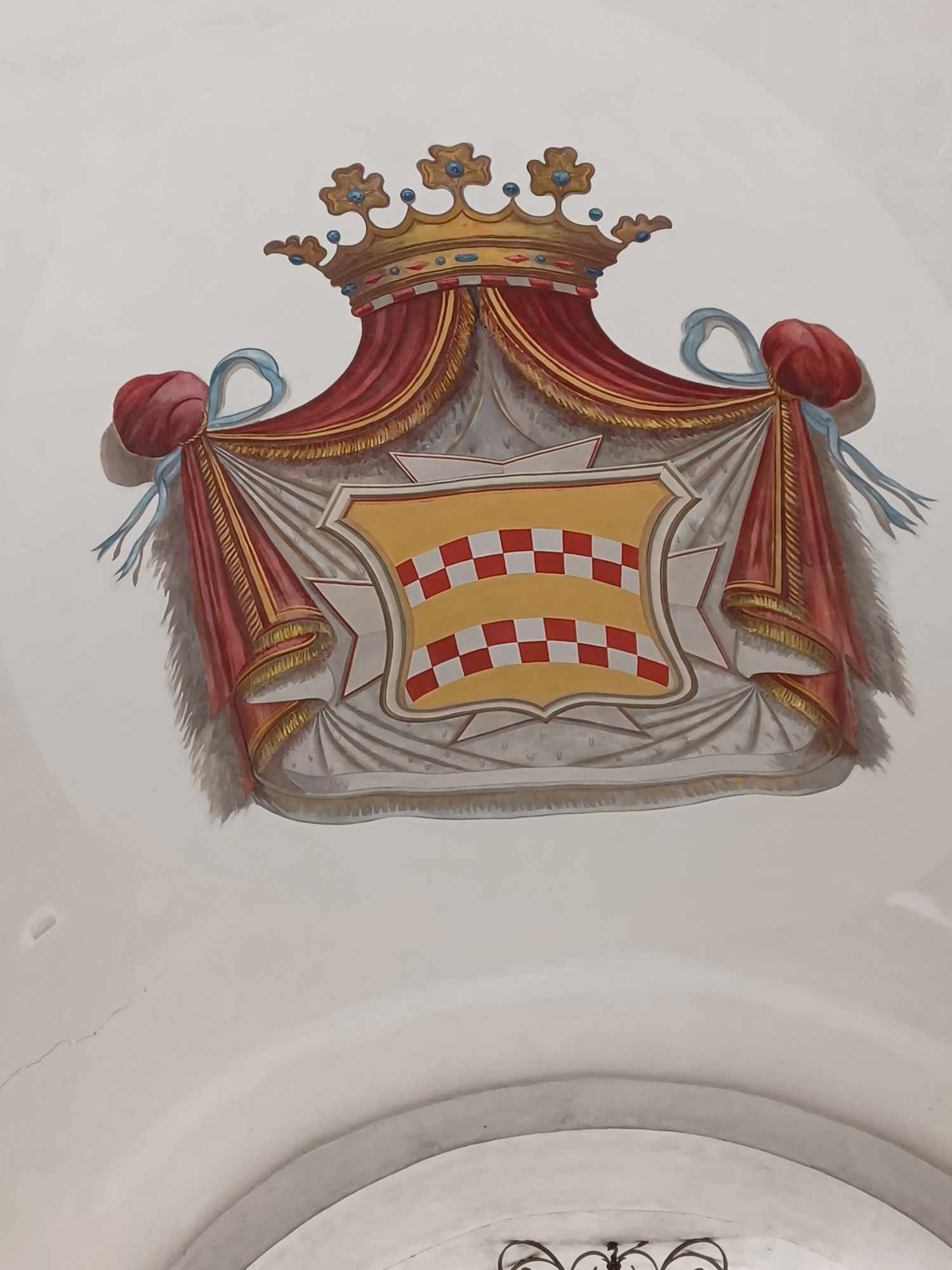
Lo stemma
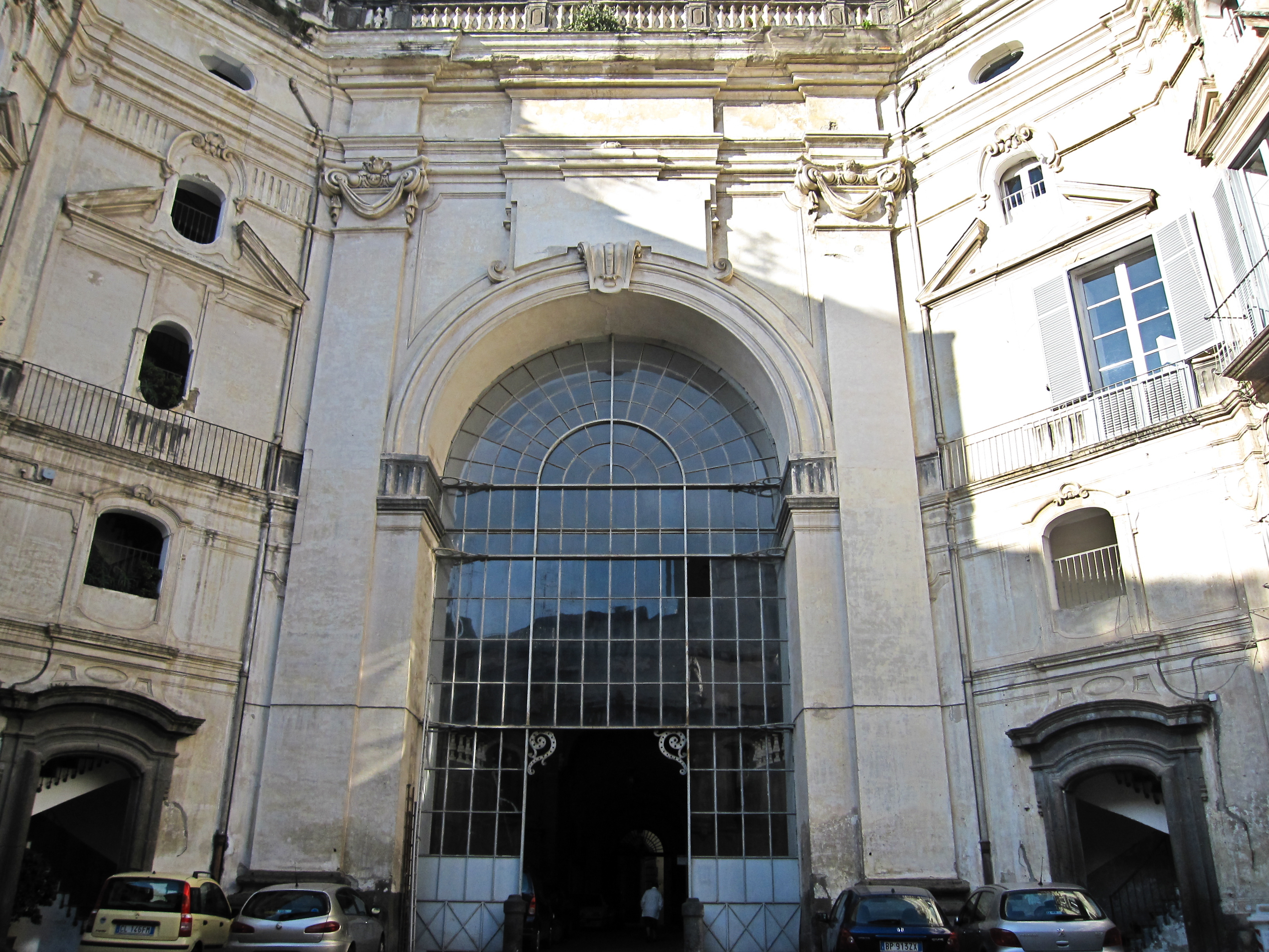
La grande arcata del cortile ottagonale interno
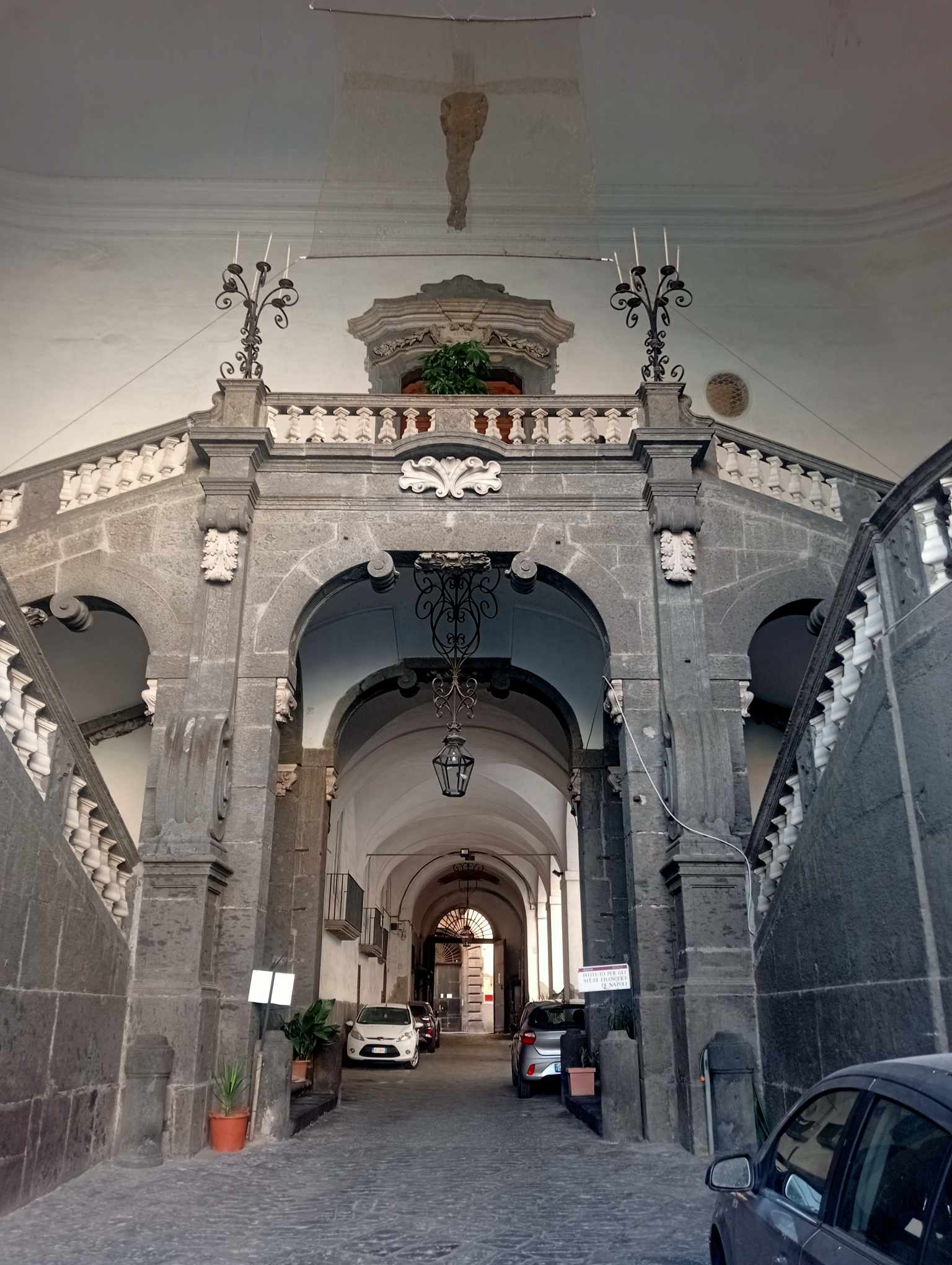
Lo scalone monumentale
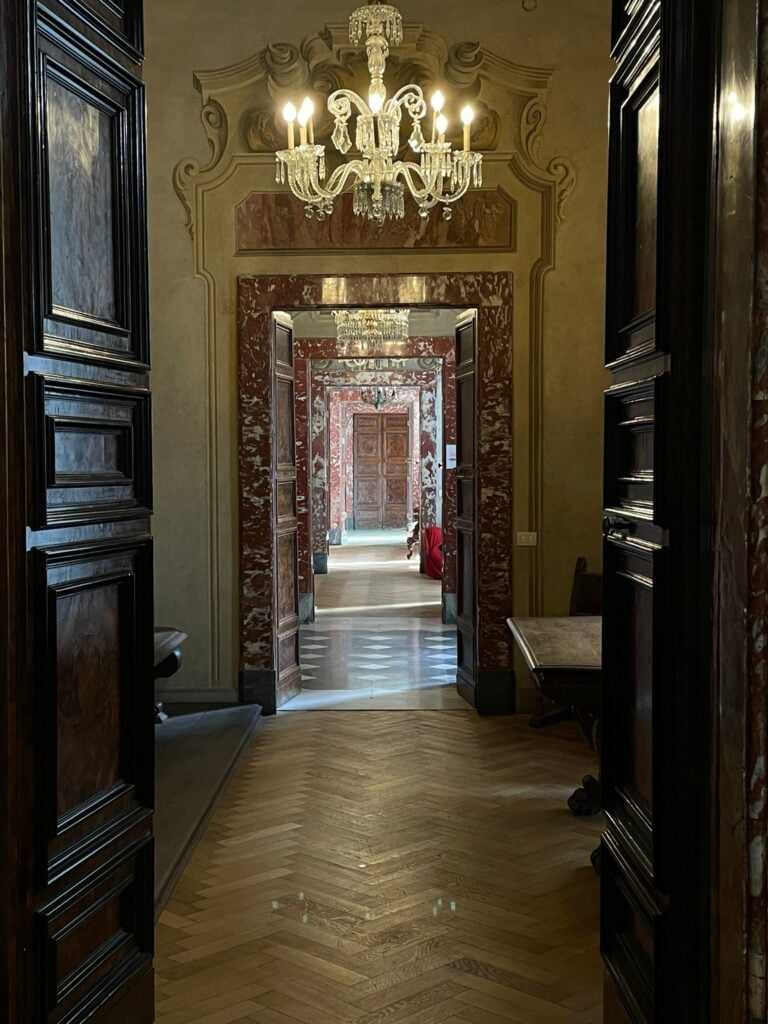
Infilata di sale